# Eliniki Podosferiki Omospondia
Eliniki Podosferiki Omospondia (ΕPO, gr.: Ελληνική Ποδοσφαιρική Ομοσπονδία) – ogólnokrajowy związek sportowy działający na terenie Grecji, będący jedynym prawnym reprezentantem greckiej piłki nożnej, zarówno mężczyzn, jak i kobiet, we wszystkich kategoriach wiekowych w kraju i za granicą. Został założony w 1926 roku; w 1927 roku przystąpił do FIFA; w 1954 do UEFA.